# Brani al numero uno nella Billboard Digital Songs negli anni 2020
Di seguito è indicata la lista dei brani al numero uno nella Billboard Digital Songs negli anni 2020.
La Billboard Digital Song Sales è una classifica che considera le canzoni più scaricate negli Stati Uniti. I dati vengono collezionati da Nielsen SoundScan, considerando le vendite digitali settimanali di ogni brano. Le differenti versioni di una canzone contribuiscono a incrementare il computo finale di un brano originale. 
La classifica è una delle componenti, insieme alla Streaming Songs e Radio Songs, che determina le posizioni dei brani all'interno della classifica generale Billboard Hot 100.

## Digital Songs
| † | Indica la canzone con le migliori prestazioni dell'anno sulla Digital Songs. |

| Data         | Brano                                   | Artista/i | Vendite settimanali | Fonte           |
| 2020         | 2020                                    | 2020 | 2020                | 2020            |
| ------------ | --------------------------------------- | --- | ------------------- | --------------- |
| 4 gennaio    | Good as Hell                            | Lizzo | 20 000              | [ 1 ]           |
| 11 gennaio   | Memories                                | Maroon 5 | 25 000              | [ 2 ]           |
| 18 gennaio   | Yummy                                   | Justin Bieber                                                                                                 | 71 000              | [ 3 ]           |
| 25 gennaio   | Life is Good                            | Future feat. Drake                                                                                            | 25 000              | [ 4 ]           |
| 1º febbraio  | What a Man Gotta Do                     | Jonas Brothers                                                                                                | 34 000              | [ 5 ]           |
| 8 febbraio   | Anyone                                  | Demi Lovato                                                                                                   | 41 000              | [ 6 ]           |
| 15 febbraio  | Only the Young                          | Taylor Swift                                                                                                  | 30 000              | [ 7 ]           |
| 22 febbraio  | Yikes                                   | Nicki Minaj                                                                                                   | 20 000              | [ 8 ]           |
| 29 febbraio  | No Time to Die                          | Billie Eilish                                                                                                 | 25 000              | [ 9 ]           |
| 7 marzo      | On                                      | BTS | 86 000              | [ 10 ]          |
| 14 marzo     | Stupid Love                             | Lady Gaga | 53 000              | [ 11 ]          |
| 21 marzo     | I Love Me                               | Demi Lovato                                                                                                   | 38 000              | [ 12 ]          |
| 28 marzo     | Blinding Lights                         | The Weeknd | 16 000              | [ 13 ]          |
| 4 aprile     | The Gambler                             | Kenny Rogers                                                                                                  | 21 000              | [ 14 ]          |
| 11 aprile    | Blinding Lights                         | The Weeknd | 22 000              | [ 15 ]          |
| 18 aprile    | Lean on Me                              | Bill Withers                                                                                                  | 28 000              | [ 16 ]          |
| 25 aprile    | Blinding Lights                         | The Weeknd | 21 000              | [ 17 ]          |
| 2 maggio     | Blinding Lights                         | The Weeknd | 19 000              | [ 18 ]          |
| 9 maggio     | The Scotts                              | The Scotts, Travis Scott & Kid Cudi                                                                           | 67 000              | [ 19 ]          |
| 16 maggio    | Say So                                  | Doja Cat feat. Nicki Minaj                                                                                    | 66 000              | [ 20 ]          |
| 23 maggio    | Stuck with U                            | Ariana Grande & Justin Bieber                                                                                 | 108 000             | [ 21 ]          |
| 30 maggio    | Savage                                  | Megan Thee Stallion feat. Beyoncé                                                                             | 30 000              | [ 22 ]          |
| 6 giugno     | Rain On Me                              | Lady Gaga & Ariana Grande                                                                                     | 72 000              | [ 23 ]          |
| 13 giugno    | Savage                                  | Megan Thee Stallion feat. Beyoncé                                                                             | 14 000              | [ 24 ]          |
| 20 giugno    | Savage                                  | Megan Thee Stallion feat. Beyoncé                                                                             | 12 000              | [ 25 ]          |
| 27 giugno    | Trollz                                  | 6ix9ine feat. Nicki Minaj                                                                                     | 116 000             | [ 26 ]          |
| 4 luglio     | Black Parade                            | Beyoncé | 18 000              | [ 27 ]          |
| 11 luglio    | Wash Us in the Blood                    | Kanye West & Travis Scott                                                                                     | 18 000              | [ 28 ]          |
| 18 luglio    | God Bless the U.S.A.                    | Lee Greenwood                                                                                                 | 15 000              | [ 29 ]          |
| 25 luglio    | The Adventures of Moon Man & Slim Shady | Kid Cudi & Eminem                                                                                             | 26 000              | [ 30 ]          |
| 1º agosto    | Popstar                                 | DJ Khaled feat. Drake                                                                                         | 15 000              | [ 31 ]          |
| 8 agosto     | Cardigan                                | Taylor Swift                                                                                                  | 71 000              | [ 32 ]          |
| 15 agosto    | Watermelon Sugar                        | Harry Styles                                                                                                  | 63 000              | [ 33 ]          |
| 22 agosto    | WAP                                     | Cardi B feat. Megan Thee Stallion                                                                             | 125 000             | [ 34 ]          |
| 29 agosto    | WAP                                     | Cardi B feat. Megan Thee Stallion                                                                             | 36 000              | [ 35 ]          |
| 5 settembre  | Dynamite †                              | BTS | 265 000             | [ 37 ]          |
| 12 settembre | Dynamite †                              | BTS | 182 000             | [ 38 ]          |
| 19 settembre | Dynamite †                              | BTS | 136 000             | [ 39 ]          |
| 26 settembre | Dynamite †                              | BTS | 78 000              | [ 40 ]          |
| 3 ottobre    | Dynamite †                              | BTS | 153 000             | [ 41 ]          |
| 10 ottobre   | Dynamite †                              | BTS | 86 000              | [ 42 ]          |
| 17 ottobre   | Dynamite †                              | BTS | 94 000              | [ 43 ]          |
| 24 ottobre   | Dynamite †                              | BTS | 44 000              | [ 44 ]          |
| 31 ottobre   | Dynamite †                              | BTS | 25 000              | [ 45 ]          |
| 7 novembre   | Forever After All                       | Luke Combs | 52 000              | [ 46 ]          |
| 14 novembre  | Dynamite †                              | BTS | 12 000              | [ 5 ]           |
| 21 novembre  | What That Speed Bout!?                  | Mike Will Made It, Nicki Minaj & YoungBoy Never Broke Again                                                   | 13 000              | [ 5 ]           |
| 28 novembre  | Iris                                    | Phoebe & Maggie                                                                                               | 38 000              | [ 47 ]          |
| 5 dicembre   | Life Goes On                            | BTS | 129 000             | [ 48 ]          |
| 12 dicembre  | Life Goes On                            | BTS | 44 000              | [ 5 ]           |
| 19 dicembre  | Life Goes On                            | BTS | —                   | [ 49 ]          |
| 26 dicembre  | Willow                                  | Taylor Swift                                                                                                  | 59 000              | [ 50 ]          |
| 2021         |                                         | |                     |                 |
| 2 gennaio    | Dynamite                                | BTS | 16 000              | [ 51 ]          |
| 9 gennaio    | Dynamite                                | BTS | 45 000              | [ 52 ]          |
| 16 gennaio   | Anyone                                  | Justin Bieber                                                                                                 | 22 000              | [ 53 ]          |
| 23 gennaio   | Drivers License                         | Olivia Rodrigo                                                                                                | 38 000              | [ 54 ]          |
| 30 gennaio   | Drivers License                         | Olivia Rodrigo                                                                                                | 27 000              | [ 55 ]          |
| 6 febbraio   | Drivers License                         | Olivia Rodrigo                                                                                                | 17 000              | [ 56 ]          |
| 13 febbraio  | Fake Woke                               | Tom MacDonald                                                                                                 | 14 000              | [ 57 ]          |
| 20 febbraio  | Up                                      | Cardi B | 34 000              | [ 58 ]          |
| 27 febbraio  | Love Story (Taylor's Version)           | Taylor Swift                                                                                                  | 25 000              | [ 59 ]          |
| 6 marzo      | Dynamite                                | BTS | 14 500              | [ 60 ]          |
| 13 marzo     | Dynamite                                | BTS | 24 000              | [ 61 ]          |
| 20 marzo     | Dynamite                                | BTS | 27 900              | [ 62 ]          |
| 27 marzo     | Dynamite                                | BTS | 26 700              | [ 63 ]          |
| 3 aprile     | Dynamite                                | BTS | 43 000              | [ 64 ]          |
| 10 aprile    | Dynamite                                | BTS | 37 700              | [ 65 ]          |
| 17 aprile    | Film Out                                | BTS | 19 000              | [ 66 ]          |
| 24 aprile    | Montero (Call Me by Your Name)          | Lil Nas X | 19 500              | [ 67 ]          |
| 1º maggio    | The Good Ones                           | Gabby Barrett                                                                                                 | —                   | [ 68 ]          |
| 8 maggio     | Save Your Tears                         | The Weeknd & Ariana Grande                                                                                    | 18 000              | [ 69 ]          |
| 15 maggio    | Astronaut in the Ocean                  | Masked Wolf                                                                                                   | 12 500              | [ 70 ]          |
| 22 maggio    | Levitating                              | Dua Lipa feat. DaBaby                                                                                         | 19 900              | [ 71 ]          |
| 29 maggio    | Seeing Green                            | Nicki Minaj featuring Drake & Lil Wayne                                                                       | 33 000              | [ 72 ]          |
| 5 giugno     | Butter †                                | BTS | 242 800             | [ 74 ]          |
| 12 giugno    | Butter †                                | BTS | 140 200             | [ 75 ]          |
| 19 giugno    | Butter †                                | BTS | 138 400             | [ 76 ]          |
| 26 giugno    | Butter †                                | BTS | 111 400             | [ 77 ]          |
| 3 luglio     | Butter †                                | BTS | 128 400             | [ 78 ]          |
| 10 luglio    | Butter †                                | BTS | —                   | [ 79 ]          |
| 17 luglio    | Butter †                                | BTS | 108 800             | [ 80 ]          |
| 24 luglio    | Permission to Dance                     | BTS | 140 100             | [ 81 ]          |
| 31 luglio    | Butter †                                | BTS | 115 600             | [ 82 ]          |
| 7 agosto     | Butter †                                | BTS | 112 900             | [ 83 ]          |
| 14 agosto    | Butter †                                | BTS | 79 200              | [ 84 ]          |
| 21 agosto    | Butter †                                | BTS | 62 900              | [ 85 ]          |
| 28 agosto    | Butter †                                | BTS | 55 000              | [ 86 ]          |
| 4 settembre  | Butter †                                | BTS | 68 800              | [ 87 ]          |
| 11 settembre | Butter †                                | BTS | 143 000             | [ 88 ]          |
| 18 settembre | Butter †                                | BTS | 84 500              | [ 89 ]          |
| 25 settembre | Butter †                                | BTS | 48 000              | [ 90 ]          |
| 2 ottobre    | Butter †                                | BTS | 33 500              | [ 91 ]          |
| 9 ottobre    | My Universe                             | Coldplay & BTS                                                                                                | 127 000             | [ 92 ]          |
| 16 ottobre   | My Universe                             | Coldplay & BTS                                                                                                | 42 600              | [ 93 ]          |
| 23 ottobre   | Industry Baby                           | Lil Nas X & Jack Harlow                                                                                       | 34 300              | [ 94 ]          |
| 30 ottobre   | Easy on Me                              | Adele | 74 000              | [ 95 ]          |
| 6 novembre   | Let's Go Brandon                        | Bryson Gray feat. Tyson James & Chandler Crump                                                                | 48 000              | [ 96 ]          |
| 13 novembre  | Let's Go Brandon                        | Bryson Gray feat. Tyson James & Chandler Crump                                                                | —                   | [ 97 ]          |
| 20 novembre  | Easy on Me                              | Adele | 14 600              | [ 98 ]          |
| 27 novembre  | All Too Well (Taylor's Version)         | Taylor Swift                                                                                                  | 57 800              | [ 99 ]          |
| 4 dicembre   | God's Country                           | State of Mine & Drew Jacobs                                                                                   | —                   | [ 100 ]         |
| 11 dicembre  | Santa's Gotta Dirty Job                 | John Rich & Mike Rowe                                                                                         | 13 000              | [ 101 ]         |
| 18 dicembre  | Butter †                                | BTS | 26 500              | [ 102 ]         |
| 25 dicembre  | Girl of My Dreams                       | Juice Wrld & Suga                                                                                             | 40 000              | [ 103 ]         |
| 2022         |                                         | |                     |                 |
| 1º gennaio   | Broadway Girls                          | Lil Durk feat. Morgan Wallen                                                                                  | 21 000              | [ 104 ]         |
| 8 gennaio    | Christmas Tree                          | V | 23 500              | [ 105 ]         |
| 15 gennaio   | Cold Heart (Pnau Remix) †               | Elton John & Dua Lipa                                                                                         | 13 300              | [ 107 ]         |
| 22 gennaio   | ABCDEFU                                 | Gayle | 10 200              | [ 108 ]         |
| 29 gennaio   | We Don't Talk About Bruno               | Adassa, Stephanie Beatriz, Mauro Castillo, Rhenzy Feliz, Carolina Gaitán, Diane Guerrero e il cast di Encanto | 9 400               | [ 109 ]         |
| 5 febbraio   | We the People                           | Kid Rock | 21 100              | [ 110 ]         |
| 12 febbraio  | We the People                           | Kid Rock | 14 600              | [ 110 ]         |
| 19 febbraio  | Do We Have a Problem?                   | Nicki Minaj & Lil Baby                                                                                        | 48 000              | [ 111 ]         |
| 26 febbraio  | The Next Episode                        | Dr. Dre feat. Snoop Dogg                                                                                      | —                   | [ 112 ]         |
| 5 marzo      | Cold Heart (Pnau Remix) †               | Elton John & Dua Lipa                                                                                         | —                   | [ 113 ]         |
| 12 marzo     | ABCDEFU                                 | Gayle | 10 500              | [ 114 ]         |
| 19 marzo     | Handsomer                               | Russ feat. Ktlyn                                                                                              | —                   | [ 115 ]         |
| 26 marzo     | Til You Can't                           | Cody Johnson                                                                                                  | 8 400               | [ 116 ]         |
| 2 aprile     | Blick Blick                             | Coi Leray & Nicki Minaj                                                                                       | 8 000               | [ 117 ]         |
| 9 aprile     | We Go Up                                | Nicki Minaj feat. Fivio Foreign                                                                               | —                   | [ 118 ]         |
| 16 aprile    | Big Energy                              | Latto & Mariah Carey feat. DJ Khaled                                                                          | 12 600              | [ 119 ]         |
| 23 aprile    | First Class                             | Jack Harlow                                                                                                   | 10 600              | [ 120 ]         |
| 30 aprile    | Don't Think Jesus                       | Morgan Wallen                                                                                                 | 21 500              | [ 121 ]         |
| 7 maggio     | With You                                | Jimin & Ha Sung-woon                                                                                          | 9 800               | [ 122 ]         |
| 14 maggio    | As It Was                               | Harry Styles                                                                                                  | 16 300              | [ 123 ]         |
| 21 maggio    | Thought You Should Know                 | Morgan Wallen                                                                                                 | 18 700              | [ 124 ]         |
| 28 maggio    | You Proof                               | Morgan Wallen                                                                                                 | 23 100              | [ 125 ]         |
| 4 giugno     | About Damn Time                         | Lizzo | 11 900              | [ 126 ]         |
| 11 giugno    | Running Up That Hill                    | Kate Bush | 18 300              | [ 127 ]         |
| 18 giugno    | Running Up That Hill                    | Kate Bush | 22 200              | [ 128 ]         |
| 25 giugno    | Yet to Come (The Most Beautiful Moment) | BTS | —                   | [ 129 ]         |
| 2 luglio     | Break My Soul                           | Beyoncé | 22 000              | [ 130 ]         |
| 9 luglio     | Left and Right                          | Charlie Puth feat. Jung Kook                                                                                  | —                   | [ 131 ]         |
| 16 luglio    | Running Up That Hill                    | Kate Bush | 17 000              | [ 132 ]         |
| 23 luglio    | Running Up That Hill                    | Kate Bush | 13 000              | [ 133 ]         |
| 30 luglio    | About Damn Time                         | Lizzo | 14 000              | [ 134 ]         |
| 6 agosto     | Progress                                | John Rich | 41 000              | [ 135 ]         |
| 13 agosto    | Victoria's Secret                       | Jax | 7 000               | [ 136 ]         |
| 20 agosto    | Bad Decisions                           | Benny Blanco, BTS & Snoop Dogg                                                                                | 45 000              | [ 137 ]         |
| 27 agosto    | Super Freaky Girl                       | Nicki Minaj                                                                                                   | 89 000              | [ 138 ]         |
| 3 settembre  | Super Freaky Girl                       | Nicki Minaj                                                                                                   | 15 000              | [ 139 ]         |
| 10 settembre | Hold Me Closer                          | Elton John & Britney Spears                                                                                   | 48 000              | [ 140 ]         |
| 17 settembre | Hold Me Closer                          | Elton John & Britney Spears                                                                                   | —                   | [ 141 ]         |
| 24 settembre | Thank God                               | Kane Brown & Katelyn Brown                                                                                    | 16 000              | [ 142 ]         |
| 1º ottobre   | I'm Good (Blue)                         | David Guetta & Bebe Rexha                                                                                     | 9 000               | [ 143 ]         |
| 8 ottobre    | Unholy                                  | Sam Smith & Kim Petras                                                                                        | 12 000              | [ 144 ]         |
| 15 ottobre   | Unholy                                  | Sam Smith & Kim Petras                                                                                        | 11 000              | [ 145 ]         |
| 22 ottobre   | Unholy                                  | Sam Smith & Kim Petras                                                                                        | 12 000              | [ 146 ]         |
| 29 ottobre   | Unholy                                  | Sam Smith & Kim Petras                                                                                        | 19 000              | [ 147 ]         |
| 5 novembre   | Question...?                            | Taylor Swift                                                                                                  | 21 400              | [ 148 ]         |
| 12 novembre  | The Astronaut                           | Jin | 44 000              | [ 149 ]         |
| 19 novembre  | Anti-Hero                               | Taylor Swift                                                                                                  | 327 000             | [ 150 ]         |
| 26 novembre  | Anti-Hero                               | Taylor Swift                                                                                                  | 29 000              | [ 151 ]         |
| 3 dicembre   | Dreamers                                | Jung Kook | —                   | [ 152 ]         |
| 10 dicembre  | Anti-Hero                               | Taylor Swift                                                                                                  | 13 000              | [ 153 ]         |
| 17 dicembre  | Wild Flower                             | RM feat. Youjeen                                                                                              | 29 000              | [ 154 ]         |
| 24 dicembre  | All I Want for Christmas Is You         | Mariah Carey                                                                                                  | 11 000              | [ 155 ]         |
| 31 dicembre  | All I Want for Christmas Is You         | Mariah Carey                                                                                                  | 11 000              | [ 156 ]         |
| 2023         |                                         | |                     |                 |
| 7 gennaio    | Ghost                                   | Tom MacDonald                                                                                                 | 11 000              | [ 157 ]         |
| 14 gennaio   | Anti-Hero †                             | Taylor Swift                                                                                                  | 6 000               | [ 159 ]         |
| 21 gennaio   | Anti-Hero †                             | Taylor Swift                                                                                                  | 7 000               | [ 160 ]         |
| 28 gennaio   | Flowers                                 | Miley Cyrus                                                                                                   | 70 000              | [ 161 ]         |
| 4 febbraio   | Flowers                                 | Miley Cyrus                                                                                                   | 65 000              | [ 162 ]         |
| 11 febbraio  | Flowers                                 | Miley Cyrus                                                                                                   | 37 000              | [ 163 ]         |
| 18 febbraio  | Cuff It                                 | Beyoncé | 78 000              | [ 164 ]         |
| 25 febbraio  | Flowers                                 | Miley Cyrus                                                                                                   | 22 000              | [ 165 ]         |
| 4 marzo      | Flowers                                 | Miley Cyrus                                                                                                   | 18 000              | [ 166 ]         |
| 11 marzo     | Last Night                              | Morgan Wallen                                                                                                 | 18 000              | [ 166 ]         |
| 18 marzo     | Red Ruby da Sleeze                      | Nicki Minaj                                                                                                   | —                   | [ 167 ]         |
| 25 marzo     | Justice for All                         | Donald Trump & the J6 Prison Choir                                                                            | 33 000              | [ 168 ]         |
| 1 aprile     | Set Me Free Pt. 2                       | Jimin | 63 000              | [ 169 ]         |
| 8 aprile     | Like Crazy                              | Jimin | —                   | [ 170 ]         |
| 15 aprile    | Like Crazy                              | Jimin | 14 800              | [ 171 ]         |
| 22 aprile    | People Pt. 2                            | Agust D feat. IU                                                                                              | 18 000              | [ 172 ]         |
| 29 aprile    | Princess Diana                          | Ice Spice & Nicki Minaj                                                                                       | 77 000              | [ 173 ]         |
| 6 maggio     | Haegeum                                 | Agust D | 23 000              | [ 174 ]         |
| 13 maggio    | If You Could Read My Mind               | Gordon Lightfoot                                                                                              | 10 000              | [ 175 ]         |
| 20 maggio    | Eyes Closed                             | Ed Sheeran | —                   | [ 176 ]         |
| 27 maggio    | Life Goes On                            | Ed Sheeran feat. Luke Combs                                                                                   | —                   | [ 177 ]         |
| 3 giugno     | Angel Pt. 1                             | Kodak Black & NLE Choppa featuring Jimin, Jvke & Muni Long                                                    | —                   | [ 178 ]         |
| 10 giugno    | Hits Different                          | Taylor Swift                                                                                                  | —                   | [ 179 ]         |
| 17 giugno    | Pound Town 2                            | Sexyy Red feat. Nicki Minaj & Tay Keith                                                                       | —                   | [ 180 ]         |
| 24 giugno    | Take Two                                | BTS | —                   | [ 181 ]         |
| 1º luglio    | Fast Car                                | Luke Combs | 10 000              | [ 182 ]         |
| 8 luglio     | Barbie World                            | Ice Spice, Nicki Minaj & Aqua                                                                                 | 37 000              | [ 183 ]         |
| 15 luglio    | Fast Car                                | Luke Combs | —                   | [ 184 ]         |
| 22 luglio    | Fast Car                                | Luke Combs | 11 000              | [ 185 ]         |
| 29 luglio    | Try That in a Small Town                | Jason Aldean                                                                                                  | 228 000             | [ 186 ]         |
| 5 agosto     | Try That in a Small Town                | Jason Aldean                                                                                                  | 175 000             | [ 187 ]         |
| 12 agosto    | Try That in a Small Town                | Jason Aldean                                                                                                  | 26 000              | [ 188 ]         |
| 19 agosto    | Try That in a Small Town                | Jason Aldean                                                                                                  | —                   | [ 189 ]         |
| 26 agosto    | Rich Men North of Richmond              | Oliver Anthony Music                                                                                          | 147 000             | [ 190 ]         |
| 2 settembre  | Rich Men North of Richmond              | Oliver Anthony Music                                                                                          | 117 000             | [ 191 ]         |
| 9 settembre  | Rich Men North of Richmond              | Oliver Anthony Music                                                                                          | 34 000              | [ 192 ]         |
| 16 settembre | Margaritaville                          | Jimmy Buffett                                                                                                 | 16 000              | [ 193 ]         |
| 23 settembre | Bongos                                  | Cardi B feat. Megan Thee Stallion                                                                             | —                   | [ 194 ]         |
| 30 settembre | Paint the Town Red                      | Doja Cat | 8 000               | [ 195 ]         |
| 7 ottobre    | Paint the Town Red                      | Doja Cat | 6 000               | [ 196 ]         |
| 14 ottobre   | 3D                                      | Jung Kook feat. Jack Harlow                                                                                   | —                   | [ 197 ]         |
| 21 ottobre   | 3D                                      | Jung Kook feat. Jack Harlow                                                                                   | —                   | [ 198 ]         |
| 28 ottobre   | Cruel Summer                            | Taylor Swift                                                                                                  | 41 000              | [ 199 ]         |
| 4 novembre   | Too Much                                | The Kid Laroi, Jung Kook & Central Cee                                                                        | —                   | [ 200 ]         |
| 11 novembre  | Now and Then                            | The Beatles                                                                                                   | 16 000              | [ 201 ]         |
| 18 novembre  | Standing Next to You                    | Jung Kook | 84 000              | [ 202 ]         |
| 25 novembre  | Standing Next to You                    | Jung Kook | —                   | [ 203 ]         |
| 2 dicembre   | Standing Next to You                    | Jung Kook | —                   | [ 204 ]         |
| 9 dicembre   | You're Losing Me                        | Taylor Swift                                                                                                  | —                   | [ 205 ]         |
| 16 dicembre  | Standing Next to You                    | Jung Kook | —                   | [ 206 ]         |
| 23 dicembre  | Lovin on Me                             | Jack Harlow                                                                                                   | 8 000               | [ 207 ]         |
| 30 dicembre  | Standing Next to You                    | Jung Kook | —                   | [ 208 ]         |
| 2024         |                                         | |                     |                 |
| 6 gennaio    | Closer than This                        | Jimin | —                   | [ 209 ]         |
| 13 gennaio   | Lovin on Me                             | Jack Harlow                                                                                                   | 8 000               | [ 210 ]         |
| 20 gennaio   | FTCU                                    | Nicki Minaj                                                                                                   | —                   | [ 211 ]         |
| 27 gennaio   | Yes, And?                               | Ariana Grande                                                                                                 | 41 000              | [ 212 ]         |
| 3 febbraio   | Lose Control                            | Teddy Swims                                                                                                   | 7 000               | [ 213 ]         |
| 10 febbraio  | Hiss                                    | Megan Thee Stallion                                                                                           | 104 000             | [ 214 ]         |
| 17 febbraio  | Fast Car                                | Tracy Chapman                                                                                                 | 35 000              | [ 215 ]         |
| 24 febbraio  | Texas Hold 'Em                          | Beyoncé | 39 000              | [ 216 ]         |
| 2 marzo      | Texas Hold 'Em                          | Beyoncé | 29 000              | [ 217 ]         |
| 9 marzo      | Beautiful Things                        | Benson Boone                                                                                                  | 25 000              | [ 218 ]         |
| 16 marzo     | Lose Control                            | Teddy Swims                                                                                                   | 26 000              | [ 219 ]         |
| 23 marzo     | Lose Control                            | Teddy Swims                                                                                                   | 12 000              | [ 220 ]         |
| 30 marzo     | Enough (Miami)                          | Cardi B | 37 000              | [ 221 ]         |
| 6 aprile     | Beautiful Things                        | Benson Boone                                                                                                  | 10 000              | [ 222 ]         |
| 13 aprile    | Texas Hold 'Em                          | Beyoncé | 15 000              | [ 223 ]         |
| 20 aprile    | Wanna Be                                | GloRilla & Megan Thee Stallion                                                                                | 16 000              | [ 224 ] [ 225 ] |
| 27 aprile    | A Bar Song (Tipsy) †                    | Shaboozey | 10 000              | [ 227 ]         |
| 4 maggio     | Fortnight                               | Taylor Swift feat. Post Malone                                                                                | 19 000              | [ 228 ]         |
| 11 maggio    | A Bar Song (Tipsy) †                    | Shaboozey | 21 000              | [ 229 ]         |
| 18 maggio    | A Bar Song (Tipsy) †                    | Shaboozey | —                   | [ 230 ]         |
| 25 maggio    | I Had Some Help                         | Post Malone feat. Morgan Wallen                                                                               | 69 000              | [ 231 ]         |
| 1º giugno    | I Had Some Help                         | Post Malone feat. Morgan Wallen                                                                               | 21 000              | [ 232 ]         |
| 8 giugno     | A Bar Song (Tipsy) †                    | Shaboozey | 20 000              | [ 233 ]         |
| 15 giugno    | Houdini                                 | Eminem | 49 000              | [ 234 ]         |
| 22 giugno    | A Bar Song (Tipsy) †                    | Shaboozey | —                   | [ 235 ]         |
| 29 giugno    | A Bar Song (Tipsy) †                    | Shaboozey | 20 000              | [ 236 ]         |
| 6 luglio     | A Bar Song (Tipsy) †                    | Shaboozey | 22 000              | [ 237 ]         |
| 13 luglio    | A Bar Song (Tipsy) †                    | Shaboozey | 23 000              | [ 238 ]         |
| 20 luglio    | A Bar Song (Tipsy) †                    | Shaboozey | 21 000              | [ 239 ]         |
| 27 luglio    | You Missed                              | Tom MacDonald                                                                                                 | —                   | [ 240 ]         |
| 3 agosto     | Who                                     | Jimin | —                   | [ 241 ]         |
| 10 agosto    | Who                                     | Jimin | —                   | [ 242 ]         |
| 17 agosto    | A Bar Song (Tipsy) †                    | Shaboozey | 12 000              | [ 243 ]         |
| 24 agosto    | A Bar Song (Tipsy) †                    | Shaboozey | 12 000              | [ 244 ]         |
| 31 agosto    | Die with a Smile                        | Lady Gaga & Bruno Mars                                                                                        | 21 000              | [ 245 ]         |
| 7 settembre  | A Bar Song (Tipsy) †                    | Shaboozey | 11 000              | [ 246 ]         |
| 14 settembre | A Bar Song (Tipsy) †                    | Shaboozey | 10 000              | [ 247 ]         |
| 21 settembre | Neva Play                               | Megan Thee Stallion feat. RM                                                                                  | —                   | [ 248 ]         |
| 28 settembre | Dancing in the Flames                   | The Weeknd | 14 000              | [ 249 ]         |
| 5 ottobre    | Fighter                                 | Jon Kahn | —                   | [ 250 ]         |
| 12 ottobre   | I'm Gonna Love You                      | Cody Johnson & Carrie Underwood                                                                               | —                   | [ 251 ]         |
| 19 ottobre   | Darkest Hour (Helene Edit)              | Eric Church                                                                                                   | —                   | [ 252 ]         |
| 26 ottobre   | A Bar Song (Tipsy) †                    | Shaboozey | 6 000               | [ 253 ]         |
| 2 novembre   | Love Somebody                           | Morgan Wallen                                                                                                 | 17 000              | [ 254 ]         |
| 9 novembre   | Die with a Smile                        | Lady Gaga & Bruno Mars                                                                                        | 16 000              | [ 255 ]         |
| 16 novembre  | Goodbye Joe                             | Tom MacDonald & Nova Rockafeller                                                                              | 12 000              | [ 256 ]         |
| 23 novembre  | Hard Fought Hallelujah                  | Brandon Lake                                                                                                  | 13 000              | [ 257 ]         |
| 30 novembre  | Running Wild                            | Jin | 22 000              | [ 258 ]         |
| 7 dicembre   | A Bar Song (Tipsy) †                    | Shaboozey | 9 000               | [ 259 ]         |
| 14 dicembre  | Winter Ahead                            | V & Park Hyo-shin                                                                                             | —                   | [ 260 ]         |
| 21 dicembre  | White Christmas                         | V & Bing Crosby                                                                                               | —                   | [ 261 ]         |
| 28 dicembre  | All I Want for Christmas Is You         | Mariah Carey                                                                                                  | 11 000              | [ 262 ]         |
| 2025         |                                         | |                     |                 |
| 4 gennaio    | All I Want for Christmas Is You         | Mariah Carey                                                                                                  | 8 000               | [ 263 ]         |
| 11 gennaio   | Smile                                   | Morgan Wallen                                                                                                 | —                   | [ 264 ]         |
| 18 gennaio   | Smile                                   | Morgan Wallen                                                                                                 | 7 000               | [ 265 ]         |
| 25 gennaio   | Apt.                                    | Rosé & Bruno Mars                                                                                             | 6 000               | [ 266 ]         |
| 1º febbraio  | Daddy's Home                            | Tom MacDonald e Roseanne Barr                                                                                 | —                   | [ 267 ]         |
| 8 febbraio   | Messy                                   | Lola Young | —                   | [ 268 ]         |
| 15 febbraio  | I'm the Problem                         | Morgan Wallen                                                                                                 | 15 000              | [ 269 ]         |
| 22 febbraio  | Not like Us                             | Kendrick Lamar                                                                                                | 33 000              | [ 270 ]         |
| 1º marzo     | Nokia                                   | Drake | 16 000              | [ 271 ]         |
| 8 marzo      | Man in the Sky                          | Tom MacDonald                                                                                                 | —                   | [ 272 ]         |
| 15 marzo     | Pink Pony Club                          | Chappell Roan                                                                                                 | 6 000               | [ 273 ]         |
| 22 marzo     | Sweet Dreams                            | J-Hope feat. Miguel                                                                                           | —                   | [ 274 ]         |
| 29 marzo     | Anxiety                                 | Doechii | 11 000              | [ 275 ]         |
| 5 aprile     | Mona Lisa                               | J-Hope | —                   | [ 276 ]         |
| 12 aprile    | Anxiety                                 | Doechii | —                   | [ 277 ]         |
| 19 aprile    | All the Way                             | BigXthaPlug feat. Bailey Zimmerman                                                                            | 8 000               | [ 278 ]         |
| 26 aprile    | Ordinary                                | Alex Warren                                                                                                   | 6 000               | [ 279 ]         |
| 3 maggio     | Hard Fought Hallelujah                  | Brandon Lake                                                                                                  | 9 000               | [ 280 ]         |
| 10 maggio    | Ordinary                                | Alex Warren                                                                                                   | 7 000               | [ 281 ]         |
| 17 maggio    | Ordinary                                | Alex Warren                                                                                                   | 6 000               | [ 282 ]         |
| 24 maggio    | Ordinary                                | Alex Warren                                                                                                   | 7 000               | [ 283 ]         |
| 31 maggio    | Don't Say You Love Me                   | Jin | 13 000              | [ 284 ]         |
| 7 giugno     | Ordinary                                | Alex Warren                                                                                                   | 8 000               | [ 285 ]         |
| 14 giugno    | Ordinary                                | Alex Warren                                                                                                   | 7 000               | [ 286 ]         |
| 21 giugno    | Ordinary                                | Alex Warren                                                                                                   | 7 000               | [ 287 ]         |
| 28 giugno    | Killin' It Girl                         | J-Hope feat. GloRilla                                                                                         | 18 000              | [ 288 ]         |
| 5 luglio     | Outside                                 | Cardi B | 14 000              | [ 289 ]         |
| 12 luglio    | Ordinary                                | Alex Warren                                                                                                   | 7 000               | [ 290 ]         |
| 19 luglio    | What Did I Miss?                        | Drake | 6 000               | [ 291 ]         |
| 26 luglio    | Ordinary                                | Alex Warren                                                                                                   | 6 000               | [ 292 ]         |
| 2 agosto     | Mama, I'm Coming Home                   | Ozzy Osbourne                                                                                                 | 15 000              | [ 293 ]         |
| 9 agosto     | Mama, I'm Coming Home                   | Ozzy Osbourne                                                                                                 | —                   | [ 294 ]         |